# Isoascorbinsäure
Isoascorbinsäure (auch Erythorbinsäure) ist eine organische Säure, die bei Raumtemperatur als farb- und geruchloser, kristalliner, gut wasserlöslicher Feststoff vorliegt.

## Isomere
Sie kommt als L- und D-Isoascorbinsäure vor. Ihre Formen sind Epimere der Ascorbinsäure.

Isomere der Ascorbinsäure:
L-Ascorbinsäure (R,S) (1a), D-Ascorbinsäure (S,R) (1b)
L-Isoascorbinsäure (S,S) (2a), D-Isoascorbinsäure (R,R) (2b)

## Herstellung
Isoascorbinsäure wird aus Saccharose hergestellt.

## Physiologische Wirkung
Im menschlichen Organismus verstärkt Isoascorbinsäure die Aufnahme von Nicht-Häm-Eisen.

## Verwendung
Isoascorbinsäure wird in der Lebensmitteltechnik als Antioxidationsmittel und Stabilisator eingesetzt. In den USA wird sie vermehrt als Konservierungsmittel eingesetzt, seitdem der Einsatz von Sulfiten zur Konservierung von Rohkost gesetzlich verboten ist.
Isoascorbinsäure ist in der EU als Lebensmittelzusatzstoff der Nummer E 315 für bestimmte Fleischerzeugnisse mit Höchstmengenbeschränkungen von 0,5 Gramm, bei Fischerzeugnissen bis 1,5 Gramm pro Kilogramm zugelassen.
Das Natriumsalz der Isoascorbinsäure, Natriumisoascorbinat, trägt die Lebensmittelzusatzstoffnummer E 316.